# Zwem- en Polovereniging Merwede Nautilus Combinatie Dordrecht
Lo Zwem- en Waterpolovereniging Merwede Nautilus Combinatie Dordrecht, abbreviato in MNC Dordrecht, è un club che si occupa di sport acquatici con sede nella città di Dordrecht (Paesi Bassi), nota principalmente per la sua sezione pallanuotistica.

## Storia
Il club fu fondato il 26 maggio 2000, come risultato della fusione di due società diverse: il Merwede Zwemclub e l'RK Zwem- & Polovereniging Nautilus. Il palmarès del club è ancora vergine, ma la squadra maschile ha ottenuto la promozione al massimo livello del campionato nazionale alla conclusione della stagione 2009-2010, da cui non è più retrocessa.